# Erioptera (Erioptera) multiannulata
Erioptera (Erioptera) multiannulata is een tweevleugelige uit de familie steltmuggen (Limoniidae). De soort komt voor in het Neotropisch gebied.